# درو أولسون (لاعب كرة قدم أمريكية)
درو أولسون (بالإنجليزية: Drew Olson)‏ هو لاعب كرة قدم أمريكية أمريكي، ولد في 6 أبريل 1983 في سان فرانسيسكو في الولايات المتحدة.